# Dyschiriognatha tangi
Dyschiriognatha tangi is een spinnensoort in de taxonomische indeling van de strekspinnen.
Het dier behoort tot het geslacht Dyschiriognatha. De wetenschappelijke naam van de soort werd voor het eerst geldig gepubliceerd in 2003 door Zhu, Song & Zhang.